# Carmen Jones
A Carmen Jones egy 1954-ben készült amerikai filmmusical, amelynek minden szerepét afroamerikaiak alakítanak.
A film producere és rendezője Otto Preminger volt, főszereplői: Dorothy Dandridge és Harry Belafonte voltak.
Harry Kleiner forgatókönyve az 1943-ban írt azonos című színpadi musical nyomán készült Georges Bizet 1875-ös Carmen című operájának zenéjére. Az opera Prosper Mérimée Carmen című novellájának adaptációja.
A Carmen Jonest 1954 októberében mutatták be a mozikban.
1992-ben a Kongresszusi Könyvtár Carmen Jones-t „kulturálisan, történelmileg és esztétikailag jelentősnek és megőrzésre méltónak értékelte” az Egyesült Államok Nemzeti Filmnyilvántartása számára.

## Dalok
- Send Them Along (kórus)
- Lift 'Em Up an' Put 'Em Down (gyerekkórus)
- Dat's Love („Habanera”) – Carmen
- You Talk Jus' Like My Maw  (Joe és Cindy Lou)
- Carmen Jones is Going to Jail (kórus)
- Dere's a Cafe on de Corner („Séguedille”) – Carmen
- Dis Flower („Flower Song”) – Joe
- Beat Out Dat Rhythm on a Drum („Gypsy Song”) – Frankie
- Stan' Up an' Fight („Toreador Song”) – Husky Miller
- Whizzin' Away Along de (Track Carmen, Frankie, Myrt, Dink, and Rum)
- There's a Man I'm Crazy For ( Carmen, Frankie, Mert, Rum, and Dink)
- Card Song (Carmen, Frankie, és kórus)
- My Joe (Cindy Lou)
- He Got His Self Another Woman (Cindy Lou)
- Final Duet (Carmen és Joe)
- String Me High on a Tree (Joe)

## Díjak
- 1955: Golden Globe-díj: Legjobb musicalfilm Dorothy Dandridge és Joe Adams
- 1955: Oscar-díj jelölés: a legjobb színésznő: Dorothy Dandridge (az első afroamerikai nő, akit főszerepre jelöltek; és a legjobb zenei feldolgozás)
- 1955: meghívás a Cannes-i Nemzetközi Filmfesztiválra
- 1955: Berlini Nemzetközi Filmfesztivál – Bronzmedve (közönségdíj)
- 1955: Locarnói Nemzetközi Filmfesztivál – Arany Leopárd
- 1956: BAFTA-díj (Brit Filmakadémia): a legjobb film és legjobb külföldi színésznő: Dorothy Dandridge
- 1992: A Carmen Jones bekerült a Nemzeti Filmnyilvántartásba